# Glettbach
Der Glettbach ist ein fast 2,9 Kilometer langer Bach im Gebiet der Marktgemeinde Semriach im Bezirk Graz-Umgebung in der Steiermark. Er entspringt im östlichen Grazer Bergland am nordwestlichen Hang des Niederschöckls und mündet von links kommend in den Rötschbach.

## Verlauf
Der Glettbach entsteht in einer Baumgruppe am Nordosthang des Niederschöckls etwa 120 westlich der Schöcklsiedlung auf etwa 906 m ü. A.
Der Bach fließt anfangs relativ gerade nach Nordwesten, wobei er nach etwa 200 Metern ein Waldgebiet erreicht. Rund 400 Meter nach seiner Quelle nimmt der Glettbach einen von links kommenden Wasserlauf auf und unterquert anschließend die Glettstraße. Nach dieser Querung schwenkt er in seinem Kurs nach Nordnordwesten. Diesen Kurs nach Nordnordwest verlässt der Bach nach etwa 700 Metern und biegt südlich der Streusiedlung Glett nach Westen ab. Auf diesem Westkurs fließt der Glettbach für etwa 1,1 Kilometer, wobei er den von links kommenden Spinnerbach aufnimmt. Rund 240 Meter südwestlich des Einzelhofes Bloder erreicht der Bach die Kesselfallstraße und schwenkt auf einen Südwestkurs, auf dem er bis zu seiner Mündung bleibt. Auf diesem letzten Abschnitt folgt der Glettbach grob dem Verlauf der Kesselfallstraße, nimmt einen weiteren Wasserlauf auf und verlässt etwa 140 Meter vor seiner Mündung das Waldgebiet. Der Glettbach fließt durch einen Graben, der im Norden von der als Gletthöhe bezeichneten Anhöhe und im Süden von Ausläufern des Niederschöckls und des Eichberges gebildet wird.
Nach fast 2,9 Kilometer langem Lauf mündet der Bach mit einem mittleren Sohlgefälle von rund 13 % etwa 365 Höhenmeter unterhalb seines Ursprungs südlich des Kesselfalls und der nach ihm benannten Kesselfallklamm, im nördlichen Teil der Streusiedlung Augraben, etwa 20 Meter westlich des Gasthofs Alter Sandwirt und der Kesselfallstraße in den Rötschbach.
Auf seinem Lauf nimmt der Glettbach neben den Spinnerbach noch zwei weitere unbenannte Wasserläufe auf.